# John S. Detlie
John Stewart Detlie (* 23. Dezember 1908 in Sioux Falls, South Dakota; † 30. November 2005 in La Quinta, Kalifornien) war ein US-amerikanischer Architekt, Artdirector und Szenenbildner, der bei der Oscarverleihung 1941 für einen Oscar für das beste Szenenbild nominiert war.

## Leben
Nach dem Schulbesuch studierte Detlie Architektur an der University of Pennsylvania und war nach Abschluss des Studiums zunächst kurze Zeit als Architekt tätig, ehe er zwischen 1937 und 1942 als Szenenbildner und Artdirector in der Filmwirtschaft Hollywoods arbeitete und in dieser Zeit an der szenischen Ausstattung von 23 Filmen mitarbeitete. Für das Szenenbild in dem Farbfilm Bitter Sweet (1940), einem romantischen Musicaldrama unter der Regie von W. S. Van Dyke mit Jeanette MacDonald, Nelson Eddy und George Sanders, wurde er bei der Oscarverleihung 1941 zusammen mit der Szenenbildner-Legende Cedric Gibbons für einen Oscar für das beste Szenenbild nominiert. Während dieser Zeit war sein Bruder Stanley Detlie ebenfalls bei einigen Filmproduktionen als Szenenbildner tätig.
Während des Zweiten Weltkrieges diente er als Architekt in der US Army und war unter anderem für die Tarnung der Boeing-Fabriken in Seattle verantwortlich. Nach dem Ende des Zweiten Weltkriegs setzte er seine Tätigkeit als Architekt fort und schuf zahlreiche Kirchen sowie weite Teile der Innenstadt Honolulus.
Detlie, der in erster Ehe von 1940 bis zur Scheidung 1943 mit der Schauspielerin Veronica Lake verheiratet war, starb an den Folgen eines Bronchialkarzinoms.

## Filmografie (Auswahl)
- 1937: Mama Steps Out
- 1937: Saratoga
- 1938: Vorhang auf für Judy (Everybody Sing)
- 1938: Der Testpilot (Test Pilot)
- 1938: Hold That Kiss
- 1938: A Christmas Carol
- 1939: Dünner Mann, 3. Fall (Another Thin Man)
- 1940: Broadway Melodie 1940 (Broadway Melody of 1940)
- 1940: Der große Edison (Edison, the Man)
- 1940: Heiße Rhythmen in Chicago (Strike Up the Band)
- 1940: Bitter Sweet
- 1941: The Bad Man
- 1941: Lady Be Good
- 1942: The War Against Mrs. Hadley
- 1942: Trubel in Panama (Panama Hattie)